# Eucyclopera minuta
Eucyclopera minuta là một loài bướm đêm thuộc phân họ Arctiinae, họ Erebidae.